# Skýcov
Skýcov – wieś (obec) na Słowacji, w kraju nitrzańskim, w powiecie Zlaté Moravce. Miejscowość położona jest w  Górach Szczawnickich.